# Numana
Numana är en kommun i provinsen Ancona, i regionen Marche i Italien. Kommunen hade 3 795 invånare (2018) och gränsar till kommunerna Castelfidardo, Loreto, Porto Recanati samt Sirolo.
Staden existerade redan under antiken under samma namn. Den var först en picensk stad, senare dominerades den av dorer för att efter slaget vid Sentino (159 f.Kr.) bli romersk.